# Гниение
Аммонифика́ция (также гнилостное разложение, гниение) — процесс разложения азотсодержащих органических соединений (белков, аминокислот) в результате их ферментативного гидролиза под действием аммонифицирующих микроорганизмов с образованием токсичных для человека конечных продуктов — аммиака, сероводорода, а также первичных и вторичных аминов при неполной минерализации продуктов разложения:
- трупных ядов, например: путресцин и кадаверин;
- ароматических соединений, например: скатол, индол — образуются в результате дезаминирования и декарбоксилирования аминокислоты триптофана;
- серосодержащих аминокислот, например: цистеина, цистина и метионина, — приводит к выделению сероводорода, тиолов, диметилсульфоксид

## Аммонифицирующие микроорганизмы
Аммонифицирующие микроорганизмы (иначе гнилостные микроорганизмы, гнилостная микрофлора) широко распространены в почве, воздухе, воде, животных и растительных организмах. Поэтому любой подходящий субстрат быстро подвергается гниению. Наиболее глубокий распад белка с образованием безазотистых и азотистых соединений (индол, скатол, аммиак, сероводород) идёт при участии спорообразующих бактерий рода Bacillus (например, Bacillus subtilis, Bacillus mycoides), Clostridium (Clostridium perfringens, Clostridium tetani, Clostridium histolyticum) и семейства Enterobacteriaceae (например, Proteus, Escherichia).
Физиолог XIX века И. И. Мечников считал, что постоянно образующиеся в кишечнике продукты гниения (скатол, индол и др.) вызывают хроническую интоксикацию и являются одной из причин преждевременного старения. Чрезмерно интенсивное гниение в толстом кишечнике является причиной гнилостной диспепсии, диареи и дисбактериоза толстого кишечника.

## Этапы гниения
Первой стадией разложения белков является их гидролиз как микробными протеазами, так и протеазами клеток погибшего организма, высвобождаемыми из лизосом в результате смерти клеток (аутолиз). Протеолиз происходит в несколько стадий — вначале белки расщепляются до всё ещё крупных полипептидов, затем образовавшиеся полипептиды расщепляются до олигопептидов, которые в свою очередь расщепляются до дипептидов и свободных аминокислот. Образовавшиеся свободные аминокислоты затем подвергаются ряду превращений, приводящих к выделению характерных для гниения продуктов. Первыми стадиями является дезаминирование аминокислот, в результате которого аминогруппа аминокислоты отщепляется и высвобождается свободный ион аммония, и декарбоксилирование, в результате которого карбоксильная группа отщепляется с высвобождением диоксида углерода (реакция декарбоксилирования чаще всего происходит в условиях пониженного pH). В результате декарбоксилирования высвобождаются также первичные амины:
- H2N-(CH2)4-CHNH2-COOH (лизин) → H2N-(CH2)4-CH2NH2 (кадаверин) + CO2

Выделяют так называемое окислительное дезаминирование (наиболее распространённый вид дезаминирования, в результате которого NAD(P) восстанавливается до NAD(P)H2) и гидролитическое дезаминирование, при котором аминогруппа аминокислоты заменяется на гидроксильную.
Также некоторые аминокислоты трансаминируются путём перемещения аминогруппы аминокислоты на 2-оксикислоту (в результате этого процесса также происходит дезаминирование аминокислот, кроме этого синтезируются те аминокислоты, которые бактерии не могут синтезировать путём аминирования ионами аммония).
Образовавшиеся в результате дезаминирования и декарбоксилирования продукты могут как окисляться микроорганизмами с целью получения энергии в виде АТФ, так и участвовать в реакциях промежуточного обмена.

## Образование скатола и индола

### Анаэробное разложение белков представителями родаClostridium
Характерной особенностью так называемых протеолитических клостридиев (то есть разрушающих белки — например, Clostridium hystoliticum) является способность сбраживать аминокислоты (таким образом используя их для получения энергии и как источник углерода) и продуцировать протеолитические ферменты. Представители рода Clostridium способны сбраживать глутаминовую кислоту, глутамин, гистидин, лизин, аргинин, фенилаланин, серин, треонин, аланин и цистеин. Некоторые аминокислоты могут сбраживаться одиночно (например, лизин, в результате сбраживания которого происходит образование аммиака, масляной и уксусной кислот), а некоторые лишь парами (в процессе чего происходит сопряжённая окислительно-восстановительная реакция, в которой одна аминокислота выступает в роли донора электронов, а вторая — акцептора). Донорами электронов в реакциях парного сбраживания могут выступать аспарагин, аланин, валин, серин, гистидин, в роли акцептора — глицин, пролин, орнитин, аргинин.
Хорошо изучено сопряжённое окисление-восстановление пары аланина и глицина. Суммарно реакция выглядит так:
- 2H2N-CH2-COOH (глицин) + 4H → 2CH3COOH + 2NH3

В результате парного сбраживания аланина и глицина бактерия получает 1 молекулу АТФ на каждую молекулу аланина.

## Анаэробная и гнилостная инфекция
Анаэробная инфекция — тяжёлая токсическая раневая инфекция, вызванная анаэробной гнилостной микрофлорой, с преимущественным поражением соединительной и мышечной ткани.
В хирургии принято выделять следующие виды:
- Анаэробная клостридиальная (классическая) инфекция (гангрена газовая).
- Анаэробная неклостридиальная инфекция.
- Гнилостная инфекция.

При анаэробной инфекции (газовой гангрене) ткани, омертвевшие под действием экзотоксинов, образуемых бактериями рода Clostridium, колонизируются вторичной гнилостной микрофлорой.
Возбудителями анаэробной неклостридиальной инфекции являются представители нормальной микрофлоры человека, находящейся на коже, в полости рта, желудочно-кишечного тракта. Это бактероиды, пептококки, пептострептококки, актиномицеты, микрококки.
Гнилостная инфекция инициируется представителями анаэробной неклостридиальной микрофлоры в сочетании с аэробными микроорганизмами (чаще стафилококками или грамотрицательными палочками Pseudomonas aeruginosa, Escherichia coli, Proteus vulgaris, Enterobacter aerogenes, Klebsiella).

## Судебная медицина
Под гниением трупа человека в судебной медицине понимают такие поздние трупные явления, при которых под воздействием микроорганизмов происходит разложение сложных органических соединений тканей человека (прежде всего белков). Гниение трупа начинается через сутки-двое после смерти человека. При гниении трупа выделяется много газообразных продуктов (аммиака, сероводорода, метана), при этом труп распухает (так называемая трупная эмфизема, особенно распухают ткани лица, конечности, мошонка и молочные железы), при этом ткани могут разрываться с выделением жидкости, окрашенной в коричневые и зелёные тона, представляющей собой вышедшую в ткани плазму крови, окрашенную биливердином и билирубином (продуктами разложения гемоглобина).
Гниение наиболее интенсивно происходит в условиях повышенной влажности воздуха и повышенной температуры. В условиях доступа свежего воздуха гниение также происходит быстрее, чем в воде или почве (в гробах и других герметично закрытых ёмкостях гниение происходит медленнее). При низких температурах гниение замедляется, при температурах ниже нуля может совсем приостановиться. При наличии гнойных процессов, а также сильной обсеменённости кишечника симбионтными бактериями, при этом при комнатной температуре через сутки на нижней части брюшной стенки появляются зелёные пятна, распространяющиеся через 11—13 суток на всё тело. Тело распухает из-за выделяющихся газообразных продуктов гниения, кровь окрашивается в грязно-зелёный цвет. В дальнейшем все мягкие ткани человека разлагаются, становятся кашицеобразными, превращаясь в дурнопахнущую жидкость, и наступает скелетизация трупа, при этом остаётся один скелет.